# Pristomyrmex punctatus

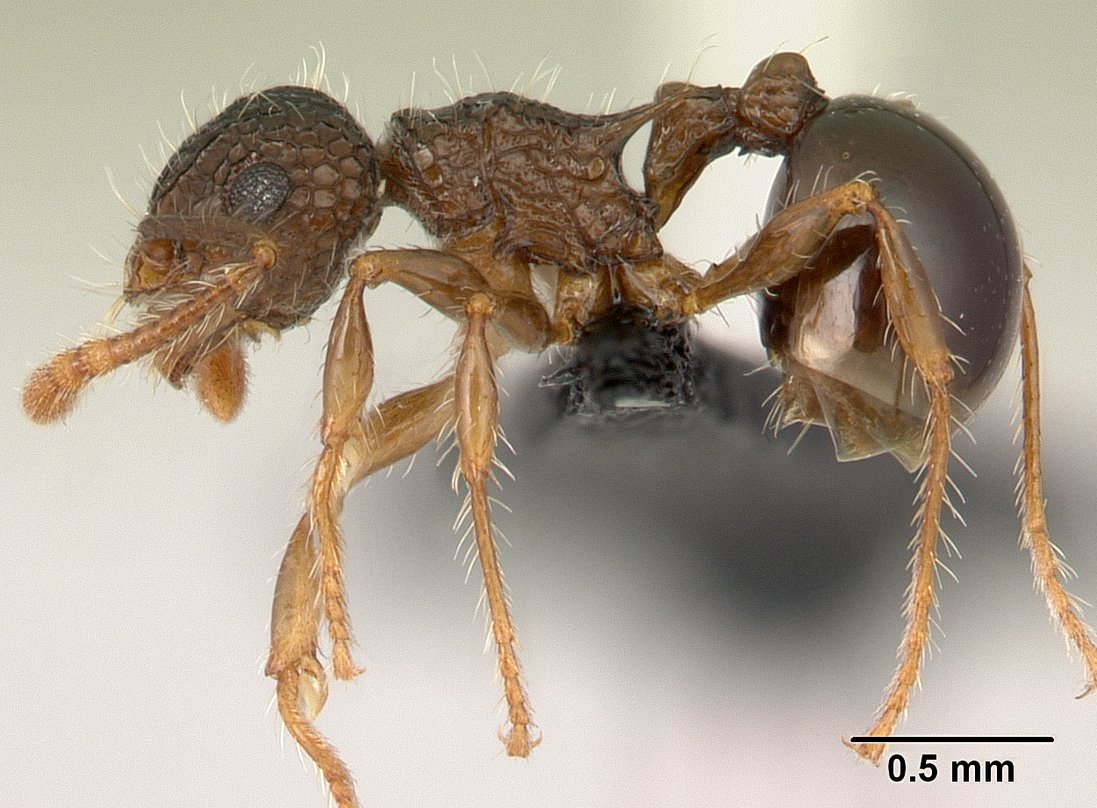

Pristomyrmex punctatus  (лат.) — вид муравьёв рода Pristomyrmex (Formicidae) из подсемейства Myrmicinae.

## Распространение
Юго-восточная Азия (Вьетнам, Индонезия, Таиланд, Филиппины), Восточная Азия (Китай, КНДР, Южная Корея, Тайвань, Япония).

## Описание
Мелкие мирмициновые муравьи (рабочие от 2,6 до 3,2 мм, самки до 3,6 мм; самцы мельче — около 3 мм). Окраска тела красновато-коричневая. Усики состоят из 11 члеников. Стебелёк между грудкой и брюшком состоит из двух члеников: петиолюса и постпетиолюса (последний четко отделен от брюшка), жало развито, куколки голые (без кокона). В лабораторных условиях экспериментально подтверждена телитокия, когда неоплодотворённые самки откладывали диплоидные яйца, из которых развивались новые самки. Телитокия у муравьёв чрезвычайно редка и известна только у нескольких неродственных видов, например, у Messor capitatus (Myrmicinae), Ooceraea biroi (Cerapachyinae), Cataglyphis cursor (Formicinae), Platythyrea punctata (Ponerinae), Strumigenys hexamera, Pyramica membranifera.
Диплоидный набор хромосом 2n=24 (в церебральных клетках рабочих) и гаплоидный набор n = 12 в сперматоцитах самцов (Imai, 1966; Itow et al., 1984).
Вступают в симбиотические отношения с гусеницами бабочек из семейства голубянки (Lycaenidae). В Японии обнаружено, что муравьи Pristomyrmex punctatus, охраняющие гусениц бабочек голубянок Narathura japonica (развивающихся на дубовых листьях), получают от них секреты, содержащие не только сладкие вещества, но и нейрорегуляторы, заставляющие муравьёв оставаться на своём «сторожевом» месте и не возвращаться домой в муравейник, по-сути, превращаясь в охранника-зомби. Обнаружено, что эти муравьи-охранники имеют более низкие уровни дофамина (то есть соединения, влияющего на движение и агрессию у насекомых), чем муравьи, которые не едят выделения гусениц. Дорзальный нектароносный орган гусениц (DNO, dorsal nectary organ) выполняет роль регулятора симбиотических или паразитических отношений гусениц и муравьёв и снижает локомоторную активность своих охранников. Однако, в момент выворачивания гусеницами щупалец этого органа, муравьи становятся более агрессивными и отгоняют хищных пауков и паразитических наездников.

## Систематика
Вид был впервые описан в 1860 году английским энтомологом Фредериком Смитом (Frederic Smith, 1805—1879) под первоначальным названием Myrmica punctata Smith F., 1860. В 1886 году включён в состав рода Pristomyrmex. Более ста лет таксон Pristomyrmex pungens Mayr, 1866 рассматривался отдельным видом, пока его в 2003 году (Wang, 2003) не синонимизировали с Pristomyrmex punctatus.

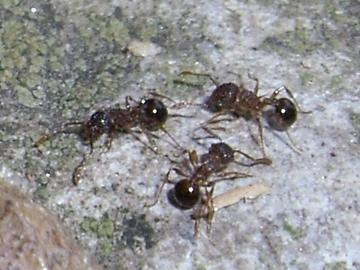
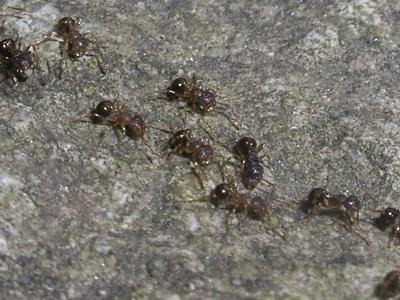
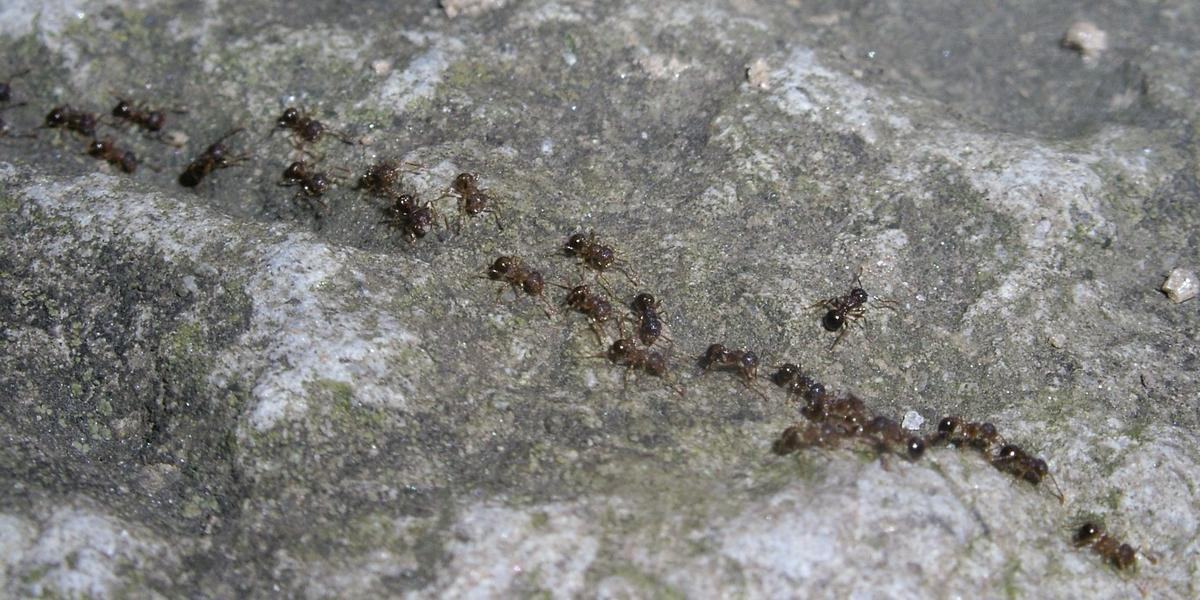
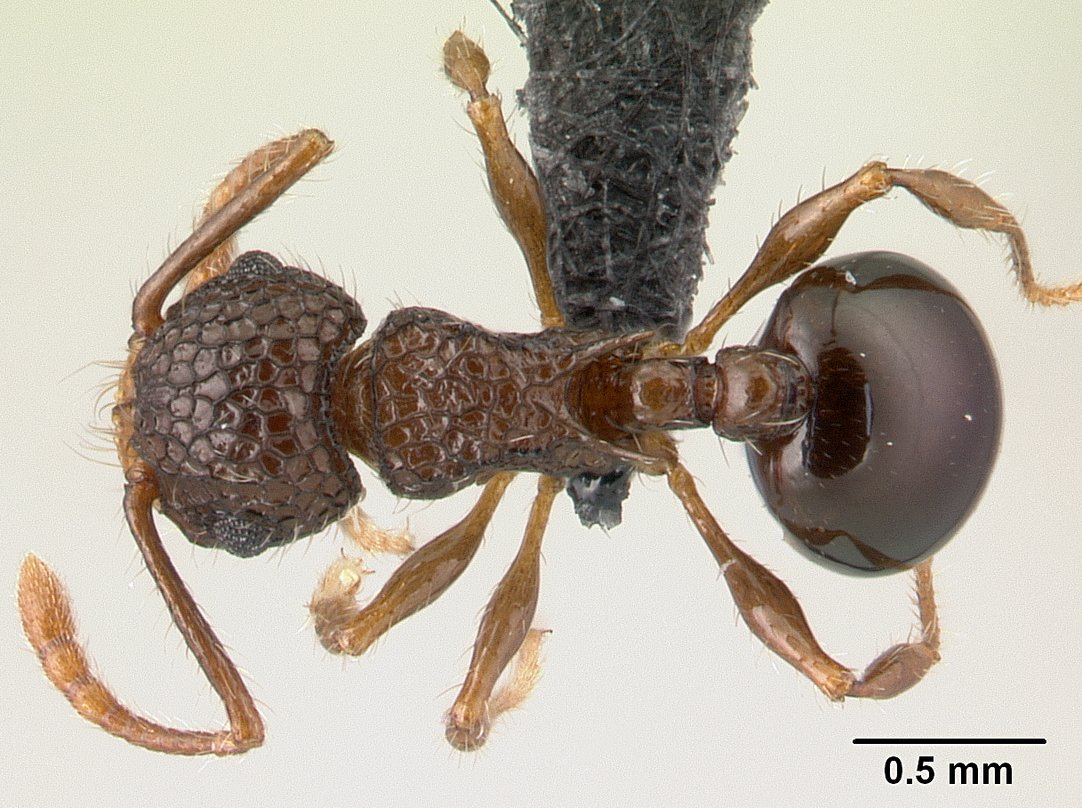